# Райск (Лоевский район)
Райск (бел. Райск) — посёлок в Уборковском сельсовете Лоевского района Гомельской области Беларуси.
На востоке граничит с лесом.

## География

### Расположение
В 18 км на северо-запад от Лоева, 58 км от железнодорожной станции Речица (на линии Гомель — Калинковичи), 79 км от Гомеля.

## Транспортная сеть
Транспортные связи по просёлочной, затем автомобильной дороге Брагин — Холмеч. Планировка состоит из короткой прямолинейной широтной улицы. Застройка редкая, деревянная, усадебного типа.

## История
Обнаруженные археологами городище железного века (в 0,8 км на северо-запад от деревни) и городище (в 1,5 км на юго-восток от деревни) свидетельствуют о заселении этих мест с давних времён. Современный посёлок основан в начале 1920-х годов переселенцами из соседних деревень на бывших помещичьих землях. В 1931 году жители вступили в колхоз. Во время Великой Отечественной войны оккупанты в ноябре 1943 года сожгли посёлок. Согласно переписи 1959 года в составе совхоза имени В. И. Ленина (центр — деревня Уборок).

## Население

### Численность
- 1999 год — 5 хозяйств, 9 жителей.

### Динамика
- 1940 год — 17 дворов, 41 житель.
- 1959 год — 57 жителей (согласно переписи).
- 1999 год — 5 хозяйств, 9 жителей.